# Chi Tô liên
Chi Tô liên (danh pháp khoa học: Torenia) là một chi thực vật trong họ Lữ đằng (Linderniaceae). Một vài loài trong chi này mới được du nhập vào Việt Nam trong thời gian gần đây, được trồng như cây cảnh trong vườn. Các tên gọi chung như tô liên, cỏ hồ điệp, cỏ bướm.

## Danh sách loài
Danh sách 51 loài dưới đây lấy theo Fischer et al. (2013).
- Torenia asiatica L.
- Torenia benthamiana Hance
- Torenia biniflora T. L. Chin & D. Y. Hong
- Torenia chevalieri
- Torenia concolor
- Torenia cordata
- Torenia cordifolia
- Torenia courtallensis
- Torenia cyrtandriflora
- Torenia daubyi
- Torenia diffusa
- Torenia dinklagei
- Torenia flava
- Torenia fordii
- Torenia fournieri Linden ex E. Fourn.
- Torenia hayatae
- Torenia hirsutissima
- Torenia indica
- Torenia laotica
- Torenia manii
- Torenia pierreana
- Torenia poilanei
- Torenia ranongensis
- Torenia scandens
- Torenia siamensis
- Torenia silvicola
- Torenia stolonifera
- Torenia thailandica
- Torenia thorelii
- Torenia thouarsii
- Torenia travancorica
- Torenia vientianica
- Torenia violacea
- Nhóm Torenia crustacea
  - Torenia blancoi
  - Torenia bonatii
  - Torenia cambodgiana
  - Torenia crenata
  - Torenia crustacea
  - Torenia davidii
  - Torenia dictyophora
  - Torenia grandiflora
  - Torenia molluginoides
  - Torenia oblonga
  - Torenia perennans
  - Torenia philcoxii
  - Torenia pierreanoides
  - Torenia pterogona
  - Torenia spathacea
  - Torenia subconnivens
  - Torenia udawnensis
  - Torenia umbellata